# 角間川町
角間川町（かくまがわまち）は、秋田県平鹿郡にかつて置かれていた町。江戸時代から明治時代の中ごろにかけて舟運で繁栄した。民謡（仕事歌）として「角間川船歌」がのこる。

## 地理
雄物川河口部より66キロメートルさかのぼった横手盆地のほぼ中央部に所在し、盆地西側を流れる雄物川とその支流横手川の合流点に位置する。全域がほぼ平坦な沖積地である。

## 歴史
中世においては六郷城に本拠を置く六郷氏配下の幡江氏が支配する村であるという記録（湊家文書『中郡村々書上写』）があり、角館城（現・仙北市）の戸沢氏と横手城（現・横手市）の小野寺氏の両勢力の接点でもあった。
佐竹氏の出羽国入部に際し、平鹿郡・雄勝郡の領主であった小野寺氏の旧臣（郷士）が久保田藩の許可を得て開拓し、近世における村名は「角間川新田村」である。久保田藩政下では船場（内陸水運の港湾）として角間川船場（角間川港）を擁し、横手盆地の西側と東側をそれぞれ北にむかって流れる雄物川流域および横手川流域の米穀・物資が集まった。当地の物産は雄物川水運によって久保田城下町・土崎港（ともに秋田市）と結ばれ、西廻り航路によって主として上方に運ばれた。主たる移出品は米、移入品は塩や砂糖など多岐にわたった。また、上川の小船と下川の大船の積み替え地としても賑わい、商業も発達した。江戸時代の中期から後期にかけて「角間川聖人」とよばれた儒学者落合東堤があらわれ、私塾「守拙亭」をひらいた。隣接する藤木村の八圭は歓楽街として発展し、同村の大保（だいぼ）には船頭が多く居住した。
慶応4年（1868年。同年に明治改元）に始まった戊辰戦争における秋田の戦い（秋田戦争）では、激戦地のひとつとなった（角間川の戦い）。
角間川船場の最盛期は奥羽本線開通に先立つ1892年（明治25年）頃であり、舟運により有力地主が輩出した。1894年（明治27年）時点で、村内で地価1万以上の者は6名におよんだ。
しかし、1905年（明治38年）の奥羽本線全線開通後は陸上輸送が主流となり、川港はしだいに衰え、大正年間には往事の面影をほとんど失った。

### 沿革
- 1889年（明治22年）4月1日 - 町村制施行にともない、平鹿郡角間川村が村制施行し、角間川村（かくまがわむら）が成立[4]。当時の戸数661、人口は3,446人であった[2]。
- 1896年（明治29年）7月16日 - 町制施行し角間川町となる[4]。
- 1955年（昭和30年）4月1日 - 大曲市（現大仙市）に編入し、廃止[4]。

## 交通
町内に鉄道は通っておらず、国鉄 奥羽本線飯詰駅が東方約4キロメートルにあった。
- 秋田県道13号湯沢雄物川大曲線（1954年認定）

## 名所・旧跡
- 登録有形文化財旧本郷家住宅
- 官軍墓地
- 落合東堤の墓

## 出身著名人
- 最上広胖（貴族院多額納税者議員）
- 最上直吉（政治家）